# Boris Kusmirak
Boris Kusmirak (Heerenveen, 1 juli 1986) is een Nederlands voormalig langebaanschaatser. Hij was gespecialiseerd in de lange afstanden.

## Biografie
Kusmirak startte zijn schaatsloopbaan bij IJsclub HCA. Bij de Nederlandse kampioenschappen per afstand in 2006 werd Kusmirak zevende op de tien kilometer. Hij schaatste toen bij het Gewest Noord-Holland/Utrecht met trainer Peter Bos. In 2007 werd hij zevende op de 5000 meter. In het seizoen 2007/2008 en 2008/2009 was hij nummer 10 op het NK allround. Tot het seizoen 2007-2008 schaatste hij bij de DSB-ploeg, getraind door Jac Orie. Van 2008 tot en met 2011 reed Kusmirak bij Team APPM. Samen met Wouter Olde Heuvel en Ted-Jan Bloemen was hij tot 17 november 2007 wereldrecordhouder op de ploegenachtervolging voor junioren.
In 2011 stopte Kusmirak met schaatsen en werd hij bij zijn ploeg assistent-teammanager. In 2012 werd hij begeleider bij de schaatsacademie van iSkate.

## Records

### Persoonlijk records
| Afstand      | Tijd     | Datum           | Baan       |
| ------------ | -------- | --------------- | ---------- |
| 500 meter    | 38,32    | 21 maart 2006   | Calgary    |
| 1000 meter   | 1.14,19  | 2 februari 2010 | Heerenveen |
| 1500 meter   | 1.47,80  | 19 maart 2009   | Calgary    |
| 3000 meter   | 3.49,51  | 10 maart 2007   | Calgary    |
| 5000 meter   | 6.20,56  | 18 maart 2009   | Calgary    |
| 10.000 meter | 13.16,77 | 23 maart 2006   | Calgary    |

### Wereldrecords
| Nr.  | Afstand                  | Tijd     | Datum         | Baan   |
| ---- | ------------------------ | -------- | ------------- | ------ |
| jr1. | Achtervolging (junioren) | *3.56,27 | 12 maart 2006 | Erfurt |

* samen met Ted-Jan Bloemen en Wouter Olde Heuvel

## Resultaten
| Jaar | NK Afstanden         | NK Allround | WK Junioren        |
| ---- | -------------------- | ----------- | ------------------ |
| 2006 | 11e 5000m 7e 10.000m |             | ploegachtervolging |
| 2007 | 7e 5000m val 10.000m | NC23        |                    |
| 2008 | 19e 5000m            | 10e         |                    |
| 2009 | 17e 5000m            | 10e         |                    |
| 2010 | 15e 5000m            | 16e         |                    |
| 2011 | 20e 1500m 18e 5000m  | 12e         |                    |